# Kanton Quinindé
Der Kanton Quinindé befindet sich in der Provinz Esmeraldas im Nordwesten von Ecuador. Er besitzt eine Fläche von 3876 km². Im Jahr 2022 lag die Einwohnerzahl bei rund 127.000. Verwaltungssitz des Kantons ist die Stadt Rosa Zárate mit 28.928 Einwohnern (Stand 2010). Der Kanton Quinindé wurde am 3. Juli 1967 eingerichtet.

## Lage
Der Kanton Quinindé liegt in der Küstenebene. Der Río Esmeraldas mit seinen beiden Quellflüssen Río Blanco und Río Guayllabamba entwässert das Areal nach Norden. Die E20 (Esmeraldas–Santo Domingo de los Colorados) durchquert den Kanton in südlicher Richtung.
Der Kanton Quinindé grenzt im Westen an den Kanton Muisne, im Norden an die Kantone Atacames, Esmeraldas, Rioverde und Eloy Alfaro, im Südosten an die Provinz Imbabura, im Süden an die Provinzen Pichincha und Santo Domingo de los Tsáchilas sowie im Südwesten an die Provinz Manabí.

## Verwaltungsgliederung
Der Kanton Quinindé ist in die Parroquia urbana („städtisches Kirchspiel“)
- Rosa Zárate

und in die Parroquias rurales („ländliches Kirchspiel“)
- Chura
- Cube
- La Unión
- Malimpia
- Viche

gegliedert.

## Geschichte
Entwicklung der Einwohnerzahl im Kanton Quinindé bei landesweiten Volkszählungen zum jeweiligen Gebietsstand:
| Jahr                    | Einwohner | +/-    |
| ----------------------- | --------- | ------ |
| 1974                    | 43.188    | –      |
| 1982                    | 45.746    | 5,9 %  |
| 1990                    | 62.680    | 37 %   |
| 2001                    | 88.337    | 40,9 % |
| 2010                    | 122.570   | 38,8 % |
| 2022                    | 126.841   | 3,5 %  |
| Datenherkunft: Wikidata |           |        |